# Monumento al Inmaculado Corazón de María
El Monumento al Inmaculado Corazón de María es un monumento conmemorativo peruano, de arte religioso de culto católico, ubicado en el distrito de Magdalena del Mar, en la ciudad de Lima, capital del Perú. Está dedicado a la advocación del Inmaculado Corazón de María. 

## Historia
La imagen fue terminada en 1956 con el propósito de ser colocada en la cúspide de la Iglesia del Inmaculado Corazón de María, la más alta de la ciudad. Sin embargo, debido a su peso excesivo, de cuatro toneladas, no pudo ser ubicada allí, debido a los riesgos que significaban de poder dañar la cúpula del templo o de que se cayera con un movimiento sísmico, por lo que fue guardada y conservada durante cuarenta años hasta que se le destinó otro lugar. Por gestiones de los propios católicos magdalenienses, quienes no querían que la estatua fuera trasladada fuera de su distrito, gestionaron con el municipio la actual ubicación, situada en la plazuela que fue bautizada con el mismo nombre al Inmaculado Corazón de María, siendo inaugurada finalmente en 1996. Frente a ella históricamente ha sido el punto de encuentro para quienes desfilan en la Gran Parada Militar del Perú, en los años que se realiza sobre la avenida Brasil, marchando en sentido hacia la Plaza Bolognesi.
El 18 de enero de 2018 durante la visita del papa Francisco a Perú, en su primera parada en la capital peruana desde su llegada al país en la base del Grupo Aéreo N° 8 de la Fuerza Aérea del Perú, el pontífice se detuvo en la plazuela para realizar una bendición y una oración frente a este monumento, en su camino hacia la Nunciatura Apostólica en Perú.

## Descripción
El monumento se encuentra ubicado en una plaza destinada para ella, frente a la intersección entre la avenida Brasil y la avenida del Ejército, donde comienza la Bajada Brasil, una ruta que conecta con el circuito de playas de la Costa Verde, frente al océano Pacífico. Consiste en una estatua de color blanco de la Virgen María de 6 metros y 50 centímetros de alto, colocada en un pedestal compuesto de tres columnas que se juntan en la base de la estatua, las cuales representan en su iconografía a los tres primeros misterios del Santo Rosario. Estas tres columnas forman un triángulo equilátero, cuyos vértices representan a la Santísima Trinidad. Cada columna posee una altura de doce metros. La estatua tiene tallado el Sagrado Corazón de María, figura de devoción católica. Asimismo, sostiene en su mano izquierda un rosario hecho de metal. El escultor de la virgen María fue el ancashino Grocio Escudero Oliveros, de la localidad de Chacas, pueblo de escultores.